# Fortaleza
Fortaleza – miasto w północno-wschodniej Brazylii, port nad Oceanem Atlantyckim; stolica stanu Ceará; aglomeracja liczy 4 miliony mieszkańców.
W mieście rozwinął się przemysł włókienniczy, spożywczy, rafineryjny oraz rzemieślniczy.

## Populacja
Wykres liczby ludności na podstawie danych zebranych przez Instituto Brasileiro de Geografia e Estatística (w tys.)

## Miasta partnerskie
- Caracas, Wenezuela
- Miami Beach, Stany Zjednoczone
- Montese, Włochy
- Natal, Brazylia
- Praia, Republika Zielonego Przylądka
- Racine, Stany Zjednoczone
- Saint Louis, Senegal

## Linki zewnętrzne

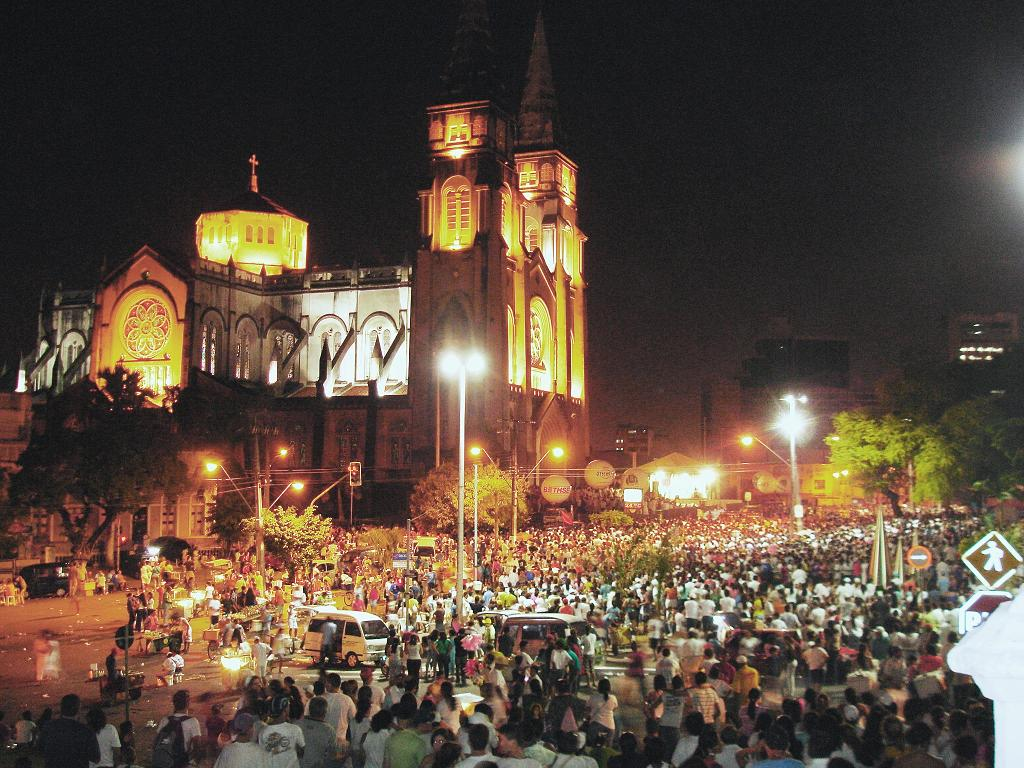
Katedra w Fortalezie